# Ouffet
Ouffet (en wallon Oufet) est une commune francophone de Belgique située en Région wallonne dans la province de Liège, ainsi qu’une localité où siège son administration.
La commune fait partie du Groupement Régional Économique des vallées de l'Ourthe, de la Vesdre et de l'Amblève (GREOVA) et fait partie de la maison du tourisme du Pays d'Ourthe-Amblève.

## Géographie

### Sections
| # | Nom       | Superf. (km²) | Habitants (2020) | Habitants par km² | Code INS |
| - | --------- | ------------- | ---------------- | ----------------- | -------- |
| 1 | Ouffet    | 28,85         | 1.806            | 63                | 61048A   |
| 2 | Warzée    | 6,92          | 634              | 92                | 61048B   |
| 3 | Ellemelle | 4,47          | 357              | 80                | 61048C   |

### Description du village
Le village d'Ouffet est un gros bourg condrusien cité pour la première fois dans un acte de 1096. Autour de sa grand-place arborée, le village se compose de nombreuses constructions en pierre calcaire et en grès provenant des carrières voisines.

### Description de la commune
La commune d'Ouffet issue de la fusion des communes en 1976 réunit les anciennes communes d'Ouffet, Warzée et Ellemelle qui faisaient autrefois partie du ban d'Ouffet. Avec 2 755 habitants au 1er janvier 2014, la commune est l'une des moins peuplées de la province de Liège.
Ouffet est une commune typique du Condroz liégeois avec ses tiges et ses chavées. Toutefois, l'extrémité orientale de la commune (château d'Odeigne) fait partie de la Famenne. Élément géographique assez peu connu, la commune d'Ouffet borde la rive gauche de l'Ourthe sur environ 700 m entre les villages de Hamoir et de Fairon et en contrebas du château d'Odeigne.
On dénombre actuellement dans la commune plus de 60 exploitations agricoles et près de 7 000 bovins dont la plupart sont de race le blanc bleu belge ainsi que six carrières exploitant principalement le petit granit. Le sud de la commune est limité par le cours du Néblon dont la vallée est abrupte et boisée. Un important captage d'eau alimentaire se trouve à Néblon-le-Moulin.
L'ancienne commune d'Ouffet compte aussi plusieurs fermes et châteaux isolés au milieu de la campagne ou des bois comme les châteaux de Rénal et d'Odeigne, le donjon de Lizin et les fermes de Houpe-le-Loup, de Xhenceval et d'Odeigne. À Himbe, se trouvent un château, une ferme en carré et quelques maisons.

### Communes limitrophes
| Tinlot  | Anthisnes |        |
|         | Ouffet    | Hamoir |
| Clavier | Durbuy    |        |

## Démographie

### Démographie: Avant la fusion des communes
- Source: DGS recensements population

### Démographie: Commune fusionnée
En tenant compte des anciennes communes entraînées dans la fusion de communes de 1977, on peut dresser l'évolution suivante:
Les chiffres des années 1831 à 1970 tiennent compte des chiffres des anciennes communes fusionnées.
- Source: DGS , de 1831 à 1981=recensements population; à partir de 1990 = nombre d'habitants chaque 1 janvier

## Historique
La commune d'Ouffet voit son origine dans l'ancien ban d'Ouffet constitué des villages d'Ouffet, Ellemelle et Warzée, ancien ban auquel on a joint les seigneuries de Lizin, Xhenceval, Himbe et Odeigne.
Dès le Xe siècle, le chapitre Saint-Martin à Liège reçoit de son fondateur l'évêque Éracle (959-971) de Liège , l'église d'Ouffet dédiée à saint Médard. Hugues de Pierrepont, Prince-Évêque de Liège (1200-1229) confirme l'incorporation de l'église d'Ouffet au chapitre Saint-Martin en 1222. Le chapitre a donc tous les pouvoirs pour d'abord percevoir les revenus de l'église d'Ouffet, pour ensuite nommer le curé : situation qui durera jusqu'à la fin du XVIIIe siècle, époque de la Révolution française.
A une époque où l'Église possède un pouvoir temporel sur l'ensemble de l'Europe, le village d'Ouffet, dont une des premières mentions remonte à 1096, ne fait pas exception. Si l'Église dépend directement du chapitre de Saint-Martin, le village relève immédiatement de la cathédrale Saint-Lambert à Liège qui semble vouloir reçu, par donation, du comte Albert de Namur et de sa femme Rolenza avant 1155. Ici aussi, la situation restera inchangée jusqu'à la Révolution : la mense épiscopale à la haute autorité sur ce village du pays de Liège et la Principauté. Jusqu'au XVIIIe siècle elle chargera des avoués d'administrer le village. Mais l'avouerie disparaît...
Par la suite, l'administration des trois villages dépendra de la Haute Cour de Justice dont les membres sont nommés par le Prince-Évêque. Le ban n'a donc jamais été administré par un seigneur même si ceux-ci résidaient à Lizin, Xhenceval, Crossée ou Himbe. Ces seigneurs n'avaient pas de privilège par rapport au village, payaient la taille comme les manants et dépendaient directement du Prince-Évêque. La seigneurie d'Odeigne relevait de l'abbaye de Stavelot. Les curieux peuvent encore voir plusieurs bornes séparant le territoire d'Ouffet (OF) du domaine d'Odeigne (OD) au Tîdge di Fèron (Tige de Fairon).
La Cour de Justice et l'Église de Liège attribuèrent une série de privilèges aux manants (bourgeois), confirmés dès 1634. Les habitants purent élire deux "bourgemaîtres" chargés d'administrer la commune en lieu et place de la Cour de Justice.
Village du pays de Liège, Ouffet subit les multiples vicissitudes historiques de la Principauté, ainsi, le conflit des Awans et des Waroux eut des conséquences dramatiques pour le village. En 1314, les Hutois furieux contre le Prince-Évêque qui avait conclu, sans eux, une trêve avec les Waroux, se rendent à Ouffet pour s'emparer du château où séjournaient des troupes du Prince. Ouffet paraît être destiné, comme d'autres places fortes, à pratiquer la politique des "chemins clos", blocus destiné à empêcher le ravitaillement de la ville. Ne sachant s'en emparer, ils incendient et pillent le village et s'emparent des biens que le Prince possédait à Warzée. Les guerres de religion du XVIe siècle laissèrent aussi des traces. En 1568, les troupes de Guillaume d'Orange, calviniste, arrivent à Ouffet, pillent les maisons et l'église. Le XVIIe siècle n'est pas plus pacifique : les soldats ne sont pas des anges, ils dévastent le village en 1635, 1636, 1637. Vers 1695, les guerres de Louis XIV accablent encore les villageois. Mais le mal ne vient pas que de l'extérieur, c'est aussi le siècle des procès de sorcellerie... dont on parlera dans un autre chapitre.
S'il faut souligner une particularité économique du moyen-âge, c'est la culture du lin qui apparaît de manière importante dès le XIVe siècle.
Après la Révolution Française de 1789, le pays de Liège passe sous administration française. La France entre en conflit avec ses voisins, notamment les autrichiens. En 1792 Ouffet subit les réquisitions de chevaux, de foin, de chariots pour l'armée française. Les autrichiens occupent le pays de mars 1793 à septembre 1794. Le département de l'Ourthe est créé en 1795 : il scinde en communes autonomes Ouffet, Warzée et Ellemelle.
Le XIXe siècle voit la création du royaume de Belgique (1830) et la division du territoire en provinces : Ouffet s'intègre à la province de Liège, arrondissement de Huy, canton de Nandrin. Dès lors le village participe à l'histoire nationale. A la fin du siècle, commence à se développer l'industrie de la pierre dont l'apogée se situe dans la première moitié du XXe siècle. Ouffet affrontera également les deux conflits mondiaux de 1914 à 1918 et de 1940 à 1945.
Afin d'être complet dans ce bref aperçu historique, signalons les deux modifications administratives importantes de la seconde moitié du XXe siècle : la fusion des communes d'Ouffet, Warzée et Ellemelle en 1976 et la création de la Région Wallonne et de la Communauté Française de Belgique qui gèrent désormais notre commune pour un certain nombre de matières.

## Héraldique
La commune ne possède pas d'armoiries.

## Politique et administration

### Conseil et collège communal 2024-2030
| Collège communal  |                           |                        |
| ----------------- | ------------------------- | ---------------------- |
| Bourgmestre       | Caroline Cassart-Mailleux | MR - Entente Communale |
| 1er Échevine      | Émilie Servais            | Entente Communale      |
| 2e Échevin        | Michel Prévot             | Entente Communale      |
| 3e Échevin        | Jean-Marc Moës            | Entente Communale      |
| Président du CPAS | Arnaud Massin             | MR - Entente Communale |

### Jumelage
La commune d'Ouffet est jumelée avec :
- Vagney (France), commune des Vosges (Lorraine).

Le village associé de Warzée a été jumelé avec :
- Laronxe (France) jumelage abandonné ;
- Schlierbach (Allemagne) jumelage abandonné.

## Patrimoine et culture

### Patrimoine du village
Dans le village d'Ouffet, on peut voir :
- la tour de justice fondée vers 1124 avec la tour actuelle reconstruite en 1593,

- la ferme Baye,
- la ferme Scheen,
- la ferme Haute,
- la ferme Gillet,
- le château-ferme d'Ouffet,
- l'église Saint-Médart en briques et calcaire rebâtie de 1775 à 1782,
- la croix du Tô datée de 1614,
- voir aussi la liste du patrimoine immobilier classé d'Ouffet.

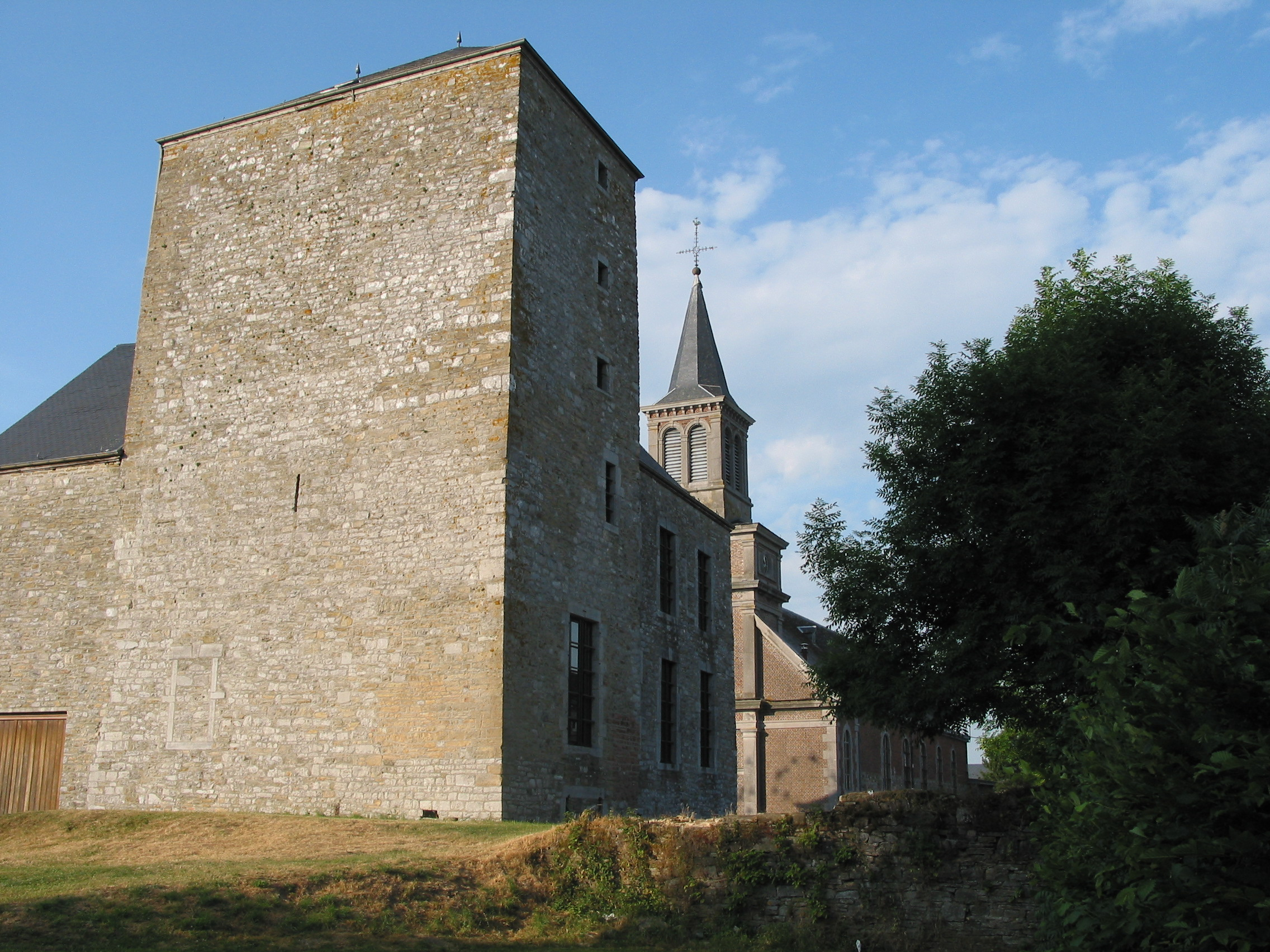
La tour de justice et l'église.
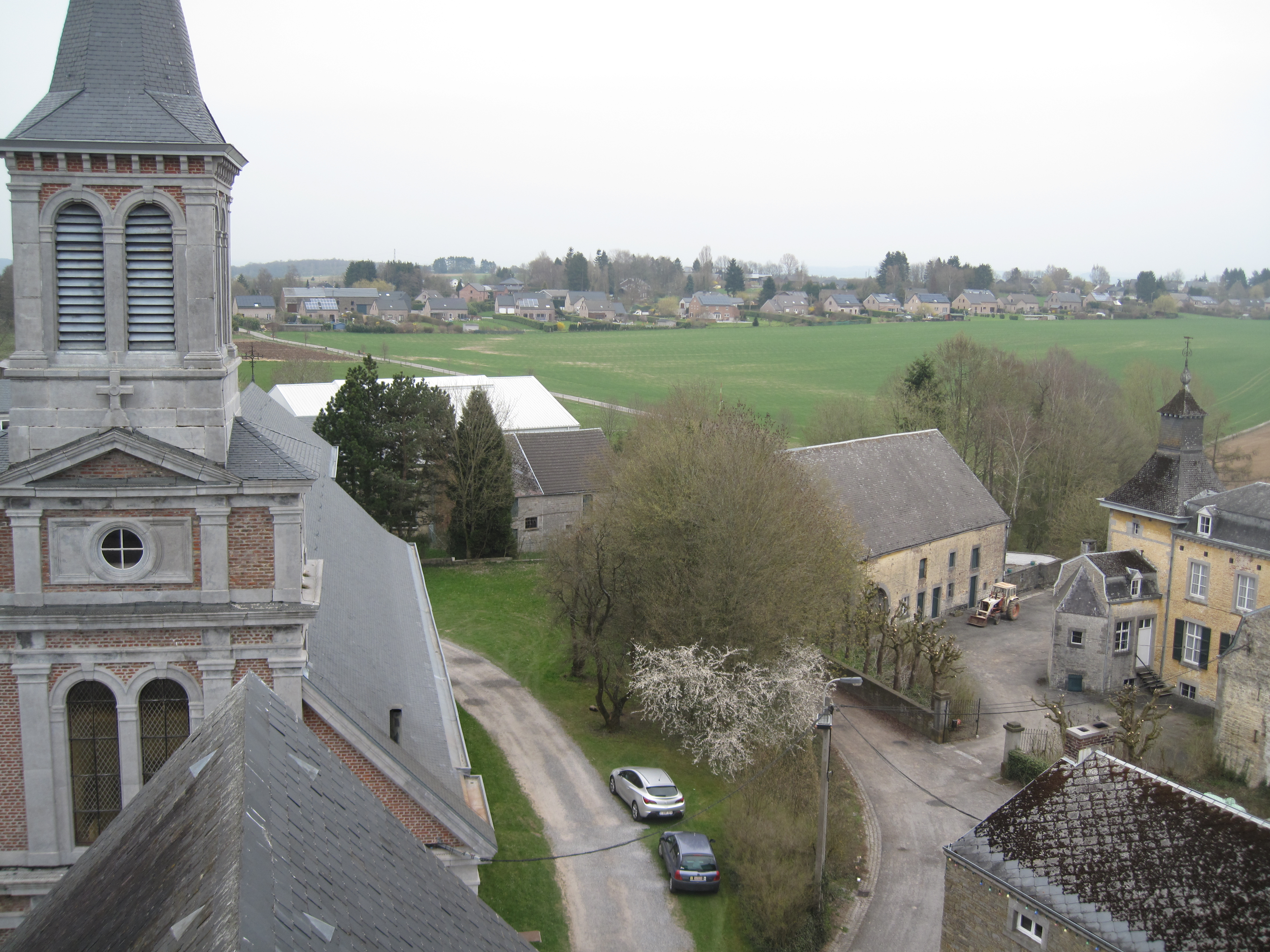
Vue depuis la Tour de Justice.
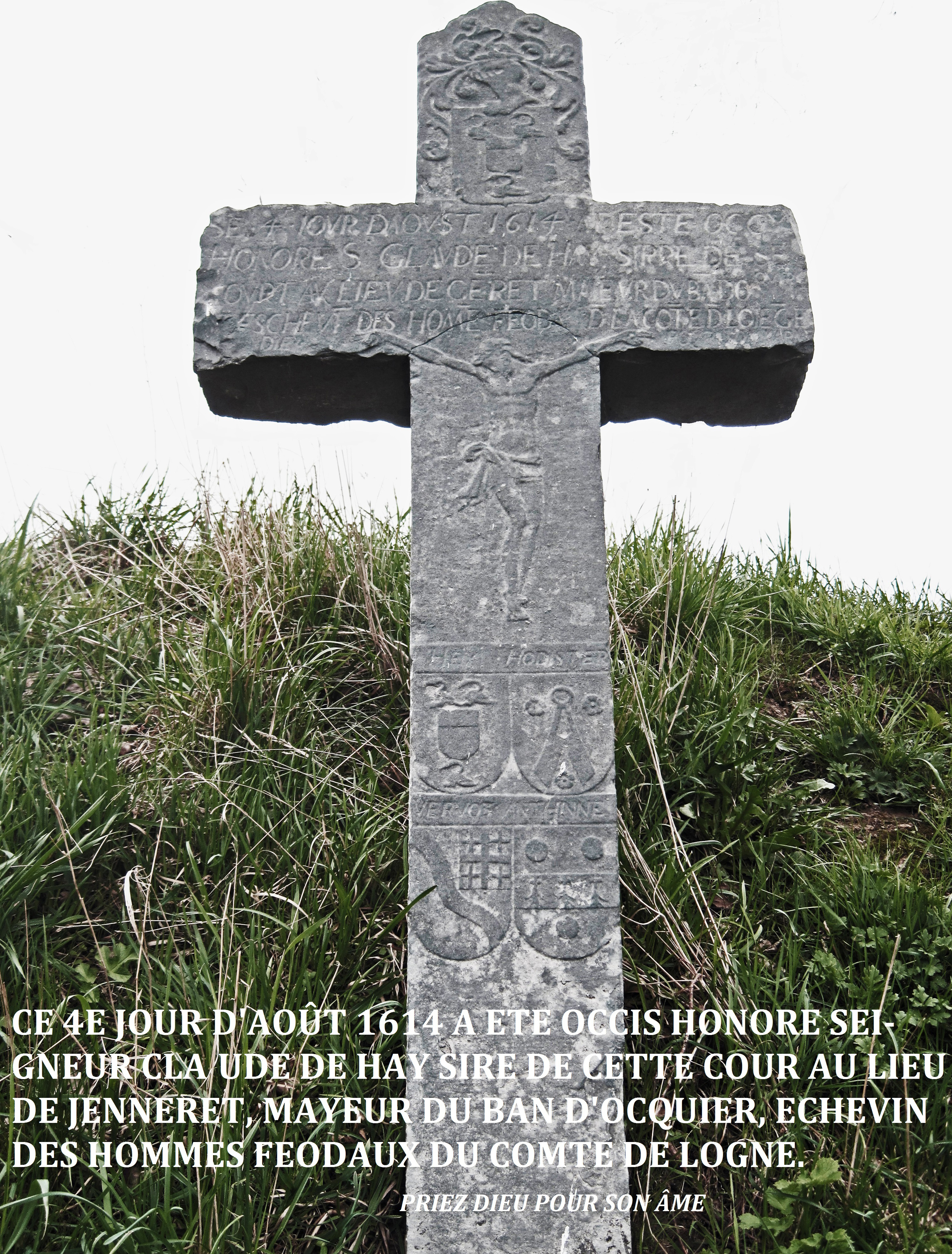
Croix d'occis monumentale datée 1614.

## Personnalité
Pierre Ponthier, explorateur et officier au service de l'État indépendant du Congo.